# Ma meilleure ennemie
Ma meilleure ennemie è un singolo del cantautore belga Stromae e della cantante francese Pomme, pubblicato il 23 novembre 2024 come primo estratto dalla colonna sonora della seconda stagione della serie animata Arcane.

## Antefatti
Il 23 novembre 2024, Stromae ha annunciato tramite e i suoi social media di una sua collaborazione con la cantante Pomme, per la produzione di una "canzone speciale" per la seconda stagione della serie di Netflix, Arcane, pubblicata lo stesso giorno.
Questa canzone, inoltre, segna il ritorno del cantante belga nella scena musicale, dopo una pausa di due anni dovuta da problemi di salute.
Nel corso della serie il brano viene riprodotto durante una scena del settimo episodio e accompagna una scena in un bar che vede I due personaggi baciarsi.

## Tracce
Testi e musiche di Paul Van Haver, Claire Pommet, Alexander Seaver e Luc Van Haver.
1. Ma meilleure ennemie – 2:27

## Classifiche
| Classifica (2024-25) | Posizione massima |
| -------------------- | ----------------- |
| Argentina            | 73                |
| Australia            | 23                |
| Austria              | 28                |
| Belgio (Fiandre)     | 8                 |
| Belgio (Vallonia)    | 1                 |
| Bielorussia          | 4                 |
| Bolivia              | 13                |
| Brasile              | 27                |
| Canada               | 29                |
| Cile                 | 14                |
| Croazia              | 19                |
| Ecuador              | 22                |
| Filippine            | 82                |
| Finlandia            | 19                |
| Francia              | 1                 |
| Germania             | 29                |
| Grecia               | 1                 |
| Irlanda              | 18                |
| Israele              | 72                |
| Italia               | 54                |
| Kazakistan           | 4                 |
| Lettonia             | 2                 |
| Libano               | 4                 |
| Lituania             | 2                 |
| Lussemburgo          | 4                 |
| Moldavia             | 97                |
| Norvegia             | 31                |
| Nuova Zelanda        | 11                |
| Paesi Bassi          | 21                |
| Perù                 | 19                |
| Polonia              | 2                 |
| Portogallo           | 7                 |
| Regno Unito          | 19                |
| Repubblica Ceca      | 17                |
| Russia               | 12                |
| Singapore            | 13                |
| Slovacchia           | 5                 |
| Spagna               | 28                |
| Stati Uniti          | 69                |
| Svezia               | 30                |
| Svizzera             | 4                 |
| Ucraina              | 113               |
| Ungheria             | 11                |